# Libythea formosana
Libythea formosana är en fjärilsart som beskrevs av Hans Fruhstorfer 1909. Libythea formosana ingår i släktet Libythea och familjen praktfjärilar. Inga underarter finns listade i Catalogue of Life.